# Franz Anton von Lamberg

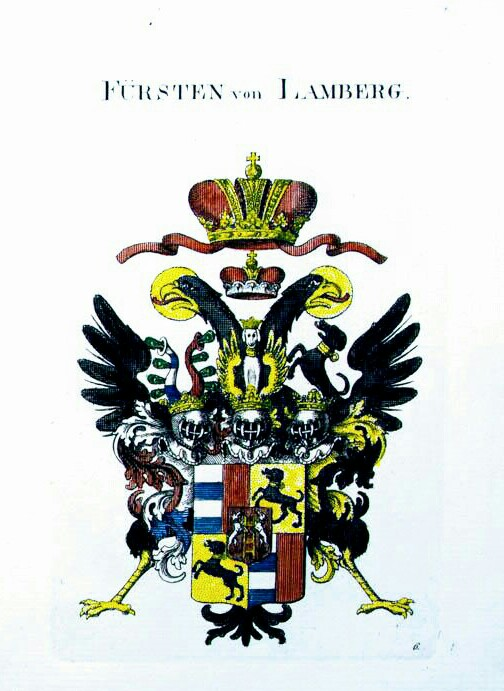
Wappen der Fürsten von Lamberg (seit 1707)

Franz Anton Jakob Hieronimus von Lamberg (* 30. September 1678 in Steyr; † 23. August 1759 in Wien) war ein deutscher Reichsfürst.

## Leben
Franz Anton, Reichsgraf von Lamberg, 1712 3. Fürst von Lamberg und Landgraf von Leuchtenberg, Freiherr auf Ortenegg und Ottenstein, stammte aus der älteren fürstlichen Linie des Hauses Lamberg. Er war das zwölfte Kind und der dritte Sohn des Grafen Franz Joseph von Lamberg-Steyr (1637–1712) aus der Ehe mit Anna Maria Gräfin Trautmannsdorf-Weinsberg (1642–1727), einer Tochter des böhmischen Statthalters Adam Matthias von Trauttmansdorff (1617–1684). Der Passauer Fürstbischof und Kardinal Joseph Dominikus von Lamberg (1680–1761) und dessen Suffraganbischof Franz Alois von Lamberg (1692–1732) waren seine Brüder, ebenso Johann Philipp von Lamberg (1684–1735) und Johann Ferdinand von Lamberg (1689–1764).
Franz Anton wurde gemeinsam mit seinem zwei Jahre jüngeren Bruder Joseph Dominikus erzogen und für die geistliche Laufbahn bestimmt, wahrscheinlich, weil zu einer weltlichen Karriere die Mittel fehlten. 1695 wurde er in Passau als Domicellar aufgeschworen und erhielt gleichzeitig die Propstei Mattsee. Da er sich aber nicht zum Geistlichen berufen fühlte, resignierte er beide Stellen 1698 zugunsten seines Bruders Joseph Dominikus. 1700 von einer sog. Kavalierstour zurückgekehrt, trat er als Kapitän (Hauptmann) in die kaiserliche Armee ein. 1705 wurde er als Oberstleutnant in Altheim im Innviertel von bayerischen Bauern festgesetzt, bald aber wieder ausgelöst. Später kämpfte er in Ungarn, Oberitalien und Neapel, bis er 1725 als Generalfeldwachtmeister den Dienst quittierte.
Nach dem Tod seines Onkels, des Kardinals Johann Philipp von Lamberg, am 20. Oktober 1712 erbte er den Fideikommissbestimmungen gemäß dessen böhmische Besitzungen Schichowitz, Raby und Zihobetz und nach dem Tod seines Vaters am 2. November 1712, da seine beiden älteren Brüder Leopold Matthias († 1711) und Johann Adam (* 15. Juli 1677 Steyr; † 1708) lange vor ihm gestorben waren, das Majorat Steyr, die Fürstenwürde und die seinem Bruder Leopold Mathias von Kaiser Joseph I. geschenkte Landgrafschaft Leuchtenberg, die er aber infolge des Friedensvertrags von Rastatt 1714 wieder an Kurbayern abtreten musste. Die Fürstenwürde blieb jedoch bis 1877 in der Familie.
Fürst Franz Anton war Obersterblandstallmeister im Herzogtum Krain und in der windischen Mark, Obersterblandkämmerer und Obersterblandjägermeister im Herzogtum Österreich ob der Enns, Erbtruchsess des Erzstiftes Salzburg, Erbmarschall des Hochstifts Passau, Ritter des Ordens vom Goldenen Vlies (Investitur am 6. Januar 1744 in der Augustinerkirche) und wirklicher Geheimer Rat und Oberststallmeister der verwitweten Kaiserin Elisabeth Christine von Braunschweig(-Wolfenbüttel).
Aus seinen beiden Ehen, 1713 mit Ludovica Friederike Ernestine, Prinzessin von Hohenzollern-Hechingen († 21. Oktober 1720), Tochter des Fürsten Friedrich Wilhelm, und 1721 mit Maria Aloisia Gräfin Harrach (1702–1775), Tochter des Grafen Alois Raimund Harrach, hatte er neun Kinder, doch erlosch schon mit seinem jüngsten Sohn Johann Friedrich Joseph (24. Februar 1737 bis 15. Dezember 1797) der Familienzweig im Mannesstamm. Die Fürstenwürde ging auf Karl Eugen von Lamberg über, einen Nachkommen seines Onkels Kaspar Friedrich.
Er starb am 23. August 1759 in Wien und wurde in der Augustinerkirche beigesetzt.